# 华盛顿哥伦比亚特区都会警察局
华盛顿哥伦比亚特区都会警察局（英語：Metropolitan Police Department of the District of Columbia；简称MPDC或MDC）是美国华盛顿哥伦比亚特区的主要执法机构。该部门拥有约3400名警察和 600名文职工作人员，是美国第六大市政警察局， 服务的区域达（68平方英里（180平方）），区内人口超过700,000。
该警局的使命是“保护哥伦比亚特区，并保护其居民和游客，同时高度尊重人类生命的神圣性”。  详细的规章制度编纂于《哥伦比亚特区法典》第5章第1节。
哥伦比亚特区都会警察局提供諸多服务，包括紧急响应小组、K9、警犬、港口巡逻、空中支援、爆炸物处理、国土安全、刑事情报、缉毒和暴力犯罪镇压。该警局也拥有指挥信息中心 (Command Information Center)。此中心监控着全市数百个摄像头、车牌阅读器、枪声定位器以及许多其他情报和监视设备。
该警局的独特之处在于作为地方警察局，承担着县、州和联邦政府的职责，隶属于市政府，但在联邦政府的领导下运作。该警局也有责任管理地区内性犯罪者的登记，批准所有车队、抗议示威和其他公共活动的申请，并维护地区内的枪支登记。

## 职责
哥伦比亚特区都会警察局虽是市内的主要执法机构，但它与交警局（负责华盛顿都会区交管局地铁和大都会巴士系统的治安）、美国公园警察局（负责国家广场和所有其他国家公园管辖区的执法）、美国法警局（担任华盛顿市治安官）以及许多其他联邦机构共享管辖权。然而，哥伦比亚特区都会警察局仍是华盛顿市的主要执法机构，无论案件发生在何处，该警局都有权调查市内所有的犯罪行为。
根据《哥伦比亚特区地方自治法》，一旦美国总统认定存在将大都会警察局用于联邦目的的紧急特殊情况的需要，总统可指示市长提供大都会警察局的此类服务，市长也应在48小时内提供此类服务。如需更长时间，总统须以书面形式向国会说明其继续控制大都会警察局的理由。如果紧急状态延长，或国会通过法案批准，此项管控可随时延长至30天以上。在这种紧急状态下，该警局将被视为联邦执法机构。

## 歷史
哥伦比亚特区都会警察局成立于1861年8月6日，是美国最古老的警察局之一。警察局总部原位于亨利·戴利大楼，位于300, Indiana Avenue NW, Judiciary Square，与哥伦比亚特区上诉法院和哥伦比亚特区高等法院隔街相望。2023年，因戴利大楼开始大规模装修和翻新，哥伦比亚特区警察局迁至位于441, 4th St NW, One Judiciary Square 。
2025年8月11日，美國總統特朗普以情况失控、打擊犯罪和清除华盛顿特区的无家可归者营地為由宣佈美國联邦政府以及美國司法部部長直接接管华盛顿特区大都会警察局。聯邦政府接管的時間最長可達30天。8月15日，华盛顿特区总检察长表示，特朗普政府的接管行為远超总统的法定权力，他決定就此提起诉讼。同日特朗普政府改变立场，決定不再接管华盛顿特区警察局。